# Lista de castelos de Luxemburgo
Esta é uma lista incompleta de castelos em Luxemburgo.

## Lista
- Castelo de Ansembourg
- Castelo de Beaufort
- Castelo de Berg
- Castelo de Bettendorf
- Castelo de Betzdorf
- Castelo de Bourglinster
- Castelo de Bourscheid
- Castelo de Brandenbourg
- Castelo de Clervaux
- Castelo de Differdange
- Castelo de Dudelange
- Castelo de Esch-sur-Sûre
- Castelo de Fischbach
- Castelo de La Rochette
- Castelo de Mamer
- Castelo de Mersch
- Castelo de Meysembourg
- Castelo de Schoenfels
- Castelo de Septfontaines
- Castelo de Stolzembourg
- Castelo de Vianden